# Ljerka Njerš
Ljerka Njerš (Begov Han, 22. veljače 1937.) je hrvatska kiparica, slikarica i keramičarka.
Poznata je i kao ilustratorica, radi litografije, a bavi se i knjiškom opremom. Stvarala je i u staklu te slike nastale tehnikom „mixed media“ – izrađene pomoću računala i fotografije. Snimila je desetominutni eksperimentalni film uz originalnu glazbu skladatelja Mateja Meštrovića.
Za keramičarstvo se je školovala na zagrebačkoj Školi primijenjene umjetnosti u klasi Blanke Dužanec. Slikanje je izučila na zagrebačkoj Akademiji likovnih umjetnosti, gdje je diplomirala u klasi profesora Marina Tartaglie. Sudionicom je dražba suvremene keramike kod svjetski poznatih dražbarskih kuća Cristie's i Bonham's.
Izlagala je na preko 80 samostalnih i skupnih izložbi.
O Ljerki Njerš napisala je monografiju hrvatska povjesničarka umjetnosti Ivanka Reberski.
Ljerka Njerš je značajna za Hrvatsku jer je pronijela glas o hrvatskoj umjetnosti u inozemstvu, posebice u Velikoj Britaniji.
Članica je HDLU i ULUPUH.
Hrvatski likovni kritičar Josip Depolo napisao je monografiju o Ljerci Njerš.

## Nagrade
(izbor)
- 1994.: nagrada Grada Zagreba za 1994.
- Red Danice hrvatske s likom Marka Marulića

## Vanjske poveznice
- Službene stranice Ljerke Njerš